# SD Gundam Gaiden: Burning Attack
SD Gundam Gaiden: Burning Attack est un jeu vidéo d'action développé et édité par Banpresto en 1993 en arcade. C'est une adaptation en jeu vidéo de la série basée sur l'anime Mobile Suit Gundam et notamment Super Deformed Gundam.